# Conus ruthae
Espèce
Conus ruthae est une espèce de mollusques gastéropodes marins de la famille des Conidae.
Comme toutes les espèces du genre Conus, ces escargots sont prédateurs et venimeux. Ils sont capables de « piquer » les humains et doivent donc être manipulés avec précaution, voire pas du tout.

## Description
La taille de la coquille varie entre 40 mm et 54 mm.

## Distribution
Cette espèce marine est présente au large des Philippines.

## Taxonomie

### Publication originale
L'espèce Conus ruthae a été décrite pour la première fois en 2013 par les malacologistes Éric Monnier (d) et Loíc Limpalaër dans « Visaya »,.

### Synonymes
- Conus (Splinoconus) ruthae (Monnier & Limpalaër, 2013) · appellation alternative
- Kioconus (Ongoconus) ruthae Monnier & Limpalaër, 2013 · non accepté
- Kioconus ruthae Monnier & Limpalaër, 2013 · non accepté